# مدل (ترانه)
«مُدل» (به آلمانی: Das Model) ترانه‌ای از گروه آلمانی کرافت‌ورک است که در سال ۱۹۷۸، منتشر شد. رالف هوتر و کارل بارتوس سازندگان این ترانه هستند و امیل شولت در سرایش اشعار با آن‌ها همکاری کرده‌است. «مدل» یکی از قطعات آلبوم انسان-ماشین است. این آلبوم شامل ۶ ترانه بود که پنج‌تای آن‌ها از جمله «مدل» در قالب تک‌آهنگ منتشر شدند.
در سال ۱۹۸۱ ترانهٔ «مدل» هم‌زمان با انتشار آلبوم استودیویی دنیای کامپیوتر دوباره منتشر شد و در فوریهٔ ۱۹۸۲ صدرنشین آفیشال چارتس بریتانیا شد.
مشاهدهٔ مُدل‌هایی که در یک کلوپ شبانه در کلن کار می‌کردند منشأ الهام امیل شولت برای سرودن شعر «مُدل» بود. برخی فمینیست‌ها ادعا می‌کنند که این آهنگ به موضوعش عینیت می‌بخشد: زنی که برای پول لبخند می‌زند و تنها دلیل وجودش زُل زدن مردهاست. برخی دیگر از «مُدل» به عنوان انتقادی از جامعهٔ مصرف‌گرا که زنان را به آدم‌واره‌های بی‌هویت تقلیل می‌دهد دفاع می‌کنند.
آل‌میوزیک از «مُدل» به‌عنوان نامتعارف‌ترین قطعه در میان همهٔ آثار کرافت‌ورک یاد کرده‌است.

## موقعیت در چارت‌های موسیقی
| چارت (۱۹۷۸)            | بالاترین جایگاه |
| ---------------------- | --------------- |
| هلند (۱۰۰ تک‌آهنگ برتر) | ۴۳              |

| چارت (۱۹۸۲)                      | بالاترین جایگاه |
| -------------------------------- | --------------- |
| استرالیا (کنت میوزیک ریپورت)     | ۳۳              |
| فنلاند (Suomen virallinen lista) | ۲۰              |
| ایرلند (ایرما)                   | ۴               |
| هلند (۱۰۰ تک‌آهنگ برتر)           | ۴۱              |
| تک‌آهنگ‌های بریتانیا (اوسی‌سی)      | ۱               |
| آلمان غربی (جدول‌های رسمی آلمان)  | ۷               |

## گواهی‌های فروش
| منطقه                             | گواهی | واحد گواهی‌شده/فروش |
| --------------------------------- | ----- | ------------------ |
| بریتانیا (بی‌پی‌آی)                 | طلا   | ۵۰۰٬۰۰۰^           |
| ^ رقم توزیع تنها بر پایهٔ گواهی‌ها. |       |                    |